# Szczecin „Szolidaritás” repülőtér
A Szczecin „Szolidaritás” repülőtér (IATA: SZZ, ICAO: EPSC) Lengyelország egyik nemzetközi repülőtere, amely Glewice közelében található. Éves utasforgalma 16 540 fő (1993).

## Légitársaságok és úticélok
| Légitársaság          | Célállomások                               |
| --------------------- | ------------------------------------------ |
| Enter Air             | Szezonális charter: Antalya, Burgas        |
| LOT                   | Varsó–Chopin                               |
| Norwegian             | Koppenhága, Oslo–Gardermoen                |
| Pegasus Airlines      | Szezonális charter: Antalya                |
| Ryanair               | Dublin, Krakkó, Liverpool, London–Stansted |
| Scandinavian Airlines | Copenhagen                                 |
| Smartwings Poland     | Szezonális charter: Corfu                  |
| SunExpress            | Szezonális: Antalya                        |
| Wizz Air              | Bergen, Lviv, Sandefjord, Stavanger        |

## Futópályák
A repülőtér futópályái:
- 13/31 (2500 m, 60 m, aszfalt)

## Forgalom
Az utasforgalom az elmúlt években az alábbi módon változott:
| Utasok száma | 16 540 | 34 069 | 48 645 | 87 433 | 176 670 | 276 582 | 347 063 | 467 437 | 576 072 | 419 105 |
|              | 1993   | 1996   | 1999   | 2003   | 2006    | 2009    | 2012    | 2016    | 2019    | 2022    |